# Vendere
Vendere er en historisk samlebetegnelse for vestslaviske folk, der levede nær de germanske folk siden folkevandringstiden. Venderne var således aldrig et enkelt folkeslag, men var en betegnelse for germanernes slavisk talende naboer. I skandinavisk sammenhæng brugtes betegnelsen vendere primært i middelalderen om de slaviske folk som boede på de sydlige østersøkyster, i nutidens Tyskland og Polen, men i Det tysk-romerske Rige brugtes betegnelsen "wend" om alle vestslaver inden for rigets grænser.
I Dansk historieskrivning kendes venderne mest som et fjendebillede, da de i middelalderen ofte foretog krigstogter imod de danske øer, ligesom danske konger ofte foretog togter imod venderne. Særlig berømt i dansk tradition er Valdemar den Store og Biskop Absalons succesfulde erobringstogt mod venderne på Rügen og erobringen af deres borg Arkona.

## Historie
Jordanes beskrev i 500-tallet en stamme af Venethi der bor ved Wisła-flodens kilde og det antages ofte at disse er de samme som de senere vendere. De hører til en større gruppe af slaviske stammer som blev beskrevet som boende i Donau-egnene og omkring Karpaterne.
Kort efter brød avarerne fra Ungarn frem til Thüringen; gammel tysk overlevering antyder, at slaverne, der ved kejser Justinians Donau-fæstninger spærredes ude fra Balkanhalvøen, nu bevægede sig nord på fra Ungarn over de af "hunnerne" (det vil sige avarerne) ødelagte egne og drev de tiloversblevne (germanske) indbyggere vestpå. En lignende forbindelse mellem avarere og slavere forekom også i Østrig. Således erobrede venderne og deres frænder i kort tid strækningen fra Weichsel til hinsides Elben. Deres vestligste forposter slog sig ned ved Mains og Wesers øvre løb, og spredte nybygder er måske nået helt over til Rhin-egnene.
Forholdet til såvel det tysk-romerske rige som det spirende danske kongerige synes at have varieret. Således fortæller Saxo eksempelvis, at de pommerske vendere deltog på dansk side under Harald Hildetand i Bråvallaslaget i midten af 700-tallet.
Kejser Karl den Store gav Holstens østlige del til den vendiske stamme obotritterne i 804, formentlig som et led i kejserens strid med sakserne. Men som et led i den kristne kirkes missionsbud gik kejserriget snart efter over til aggression mod venderne.

### Missionsvirksomhed, sørøveri og korstog
Under Henrik Fuglefænger led venderne det første store nederlag i 928-929, og fra nu af oprettedes langs hele grænsen tyske markgrevskaber, der skridt for skridt gnavede sig ind på livet af venderne. Talrige opstande fulgte, og kampen førtes på begge sider med stor grusomhed, uden at venderne samlet lod sig kristne.
Efter et succesfuldt oprør mod den tyske kejser i 983 synes forholdet til såvel saksere, daner og polakker endvidere at være blevet værre, og i middelalderen kendes de primært – igen fra Saxo – som hedenske sørøvere i Østersøen.
I årene fra 1028 til 1035 havde abotriterfyrsten Godskalk politisk asyl hos Knud den Store i Danmark. Efterfølgende vendte han tilbage med dansk støtte og dræbte sin rival Ratibor. Som hævn invaderede Ratibors sønner med en stor hær Sønderjylland i 1043, men blev slået ved slaget på Lyrskov Hede i 1043. Godskalk giftede sig senere med en datter af Svend Estridsen, Sigrid Svendsdatter. Svend var blandt andet i 1053 sammen med Bernhard af Sachsen Godskalk behjælpelig under et hærtog mod den slaviske stamme circipanerne. Godskalk blev imidlertid dræbt under et oprør i 1066 ledet af den vagriske stammefyrste Kruto, og Sigrid søgte med sønnen Henrik asyl i Danmark. Som led i oprøret blev tyske præster og markgrever dræbt eller fordrevet.
Fjendtlighederne førte til flere korstog fra både tysk og dansk side, og allerede i 1068/69 indtog og ødelagde en tysk hær helligdommen ved Rethra (eller Radegast).
Fra Rügen hærgede venderne nu på Østersøens kyster, men i 1090 kunne Henrik vende tilbage til sit hjemland, støttet af den danske flåde, for at genvinde magten. I 1093 blev Kruto slået ihjel, og Henrik åbnede nu mulighed for at genindføre kristendommen, oprette et eget møntvæsen, opkræve skatter samt forbedre landbruget. Blandt andet lod Henrik opføre en kirke i Gammel Lübeck, men synes ellers at have været tilbageholdende i kristningen af landet, måske på grund af faderens skæbne.
Henrik regerede indtil 1127 og blev efter sin død afløst af sin fætter Knud Lavard som Knjas (knees, fyrste), og Lavard herskede frem til sin død i 1131. I 1135 nåede en vendisk flåde helt op til Sydnorge, hvor den ødelagde den rige handelsstad Konungahella, nu Kungälv.

### Korstogene i 1100-tallet
Formentlig i 1136 foretog Erik Emune et angreb på Rygen, hvor indbyggerne i Arkona måtte købe sig fred ved at gå over til kristendommen. De fik dog lov til at beholde deres gamle afgudsbilleder, ifølge Saxo fordi, de hævdede at de forestillede Sankt Vitus (med andre ord: Svantevit). Erik Emune lod dem døbe og gav dem en præst, men ifølge Saxo vendte rygenboerne straks ryggen til kristendommen, da kongen og biskoppen havde forladt landet.
Kort efter, i 1147, gav Bernhard af Clairvaux sin tilslutning og tilskyndelse til, at korstog kunne foretages ikke blot til Det Hellige Land, men tillige til hedenske områder blandt andet ved Østersøen. Følgen var, at kong Valdemar den Store og biskop Absalon indledte deres korstog mod venderne.
Den endelige nedkæmpning af venderne foregik under ledelse af kong Valdemar den Store og biskop Absalon, hvis hærstyrker i 1168 erobrede og ødelagde vendernes helligdom for Svantevit ved Arkona, hvor venderne synes at have haft deres sidste uafhængige styrkepunkt. Derefter var Rügen dansk vasalstat frem til De Rügiske Arvefølgekrige 1325-26 som Pommern vandt. Staten omfattede både øen Rügen og et stykke af fastlandet. Kirkeligt stod den under Roskilde-bispen.
Selv efter indtagelsen af Arkona 1169 og den danske konges alliance med sakserne i Nordtyskland vedblev vendisk sørøveri med at være en trussel i de danske farvande. Som modforanstaltninger blev bavnesystemet og ledingsflåden udbygget, og slotte og vagttårne blev opført på Sprogø og ved de naturlige havne i Nakskov, Vordingborg, Korsør, København og så langt nordpå som Roskilde og Holbæk Fjorde. Orø i Holbæk Fjord havde et vagttårn med et bavnevarslingsanlæg, som kunne alarmere beboerne i de bagved liggende kystegne langt op ad Tuse Å og Lammefjorden. Holbæk Slot bevogtede selve Holbæk by.
Venderne optræder senere i middelalderen både som venner og fjender; som forbundsfæller da de i 1184 vandt et søslag ved Rügen over den mægtige hertug Bogislav. Så sent som i 1259 deltog fyrst Jaromar 2. af Rügen i interne danske stridigheder og overfaldt og plyndrede blandt andet København, hvilket Jarmers Tårn i dag står som et mindesmærke over.

### Tysk overherredømme
Efter de store nederlag blev venderne gradvist germaniseret og assimileret i de tyske riger – og i kortere perioder ligeledes de danske og svenske. Heraf kommer danske og svenske kongers historiske påberåbelse af at være henholdsvis de venders og de goters konge (indtil 1972) og Götes och Vendes Konung (indtil 1973).
Et vendisk fyrstehus holdt sig i Forpommern, et andet i Bagpommern, et tredje i Mecklenburg, hvor det blev siddende lige til revolutionen i 1918 som herre til den vendiske krone. Men hvad enten herskerne var indfødte eller indvandrede, så var de snart lige enige om at hylde tysk sprog og kultur; en fyrst Vizlav af Rügen optrådte som tysk minnesanger; tyske håndværkere og agerbrugere indkaldtes i massevis, og venderne trængtes tilbage som foragtede barbarer. Lavsskråerne udelukkede regelmæssig folk af "vendisk eller anden uærlig æt"; endnu i 1752 udstødtes en tøjmager i Neumark af sit lav, fordi hans kones bedstemoder skulle stamme fra vendere. Således fortyskedes venderne efterhånden. I 1407 skal på Rügen den sidste vendisk talende person være død. Indtil 13-1400-tallet var venderne i Øvre Sachsen endnu så talrige, at der holdtes retspleje på vendisk (indtil ca. 1300 i Anhalt, indtil 1378 omkring Leipzig, indtil 1424 i Meissen); brugen af vendisk sprog afskaffedes i Leipzig, siger en krønike, fordi rådsherrerne havde fattet "had og væmmelse" derimod. Indtil 1700-tallets slutning taltes der endnu vendisk i Hannover øst for Lüneburg.
Senere trængte fortyskningen igennem overalt undtagen i Lausitz; her taltes endnu vestslavisk af ca. 100.000 personer. Disse sidste vendere, de såkaldte sorbere, lå tilbage som en lille rest i det tyske folkehav, fuldstændig afskåret fra deres stammefrænder i Polen og Böhmen. Vendernes åndelige centrum fandtes i deres sprogområdes sydlige udkant, i den næsten helt tyske by Bautzen. Her grundedes i 1847 en nationalforening (Mačica serbska), der udgav et litterært tidsskrift og et folkeligt ugeblad for Øvrelausitz, mens et ugeblad for Nedrelausitz udkom i Kottbus. Vendernes ivrigste foregangsmand var Joh. Ernst Schmaler (Šmolar) i Bautzen (1816—84), deres mest kendte digtere Andr. Seiler (Zejler) og J. Cišinski (Jakob Bart); deres senere leder var Ernst Mucke (Muka).
I dag er der kun to slaviske grupper, der regnes som vendere: sorberne i Lausitz (østlige Tyskland) og kasjuberne i Pommern (nordlige Polen).[kilde mangler]

## Vendernes guder
Inden de blev kristne, havde venderne deres egne guder. De er beskrevet hos Saxo i hans fremstilling af Arkona-togtet i 1169. Det hedder om Svantevit:
"Inde i huset stod et vældigt gudebillede, langt større end nogen mand og mærkeligt at se til med sine fire hoveder og fire halse, hvoraf de to vendte fremad og de to bagud, dog således at både fortil og bagtil så det ene hoved til højre og det andet til venstre. Skægget var studset, og håret var klippet, så det lod, som kunstneren med vilje havde gengivet Rygboernes hårsæt. I højre hånd holdt han et horn, prydet med flere slags malm, som helligdommens præst årlih havde for skik at fylde med vin, og af drikkens stand i hornet tog han varsel om det nye års vækst. Den venstre arm holdt han bøjet og satte hånden ind i siden. Kjortelen nåede ham ned på skinnebenene; benene var skårne i en anden slags træ, og sammenføjningen ved knæene var så godt gemt, at man skulle se meget nøje efter for at opdage stedet, hvor de var fældet ind."
"en støtte af eg, der hed Rygevit, og som fra alle sider var ful og naragtig at skue, thi svalerne havde bygget rede under hans ansigt og sølet hele brystet til med deres skarn." Han havde "syv mandsåsyn under én isse og lige så mange virkelige sværd med tilhørende skeder...et ottende holdt han draget i højre hånd.."
Et tredje gudehov var tilegnet Porevit: "Han var afbildet med fem hoveder men uden våben. Da han så var hugget om, kom raden til Porenuts hov. Hans støtte havde fire ansigter; et femte bar han på brystet.."
Endnu en guddom hed Triglaf.

## Bebyggelse
Typisk for bebyggelsesformen hos vendere var runde landsbyer. Denne i middelalderen under intern kolonisering fremkomne landsbyform har en hesteskoformet arrangement af gårde og jordstykker. Området med rundbyer strækker sig båndformet mellem Østersøen og Erzgebirge i den tidligere kontaktzone mellem tyskere og slaver. De bedst bevarede runde landsbyer ligger i økonomisk tilbagestående region i det hannoveranske Wendland. De slaviske bosættelser før rundbyerne er endnu utilstrækkeligt udforsket arkæologisk.

## Vendiske spor i Danmark
Enkelte vendere har slået sig ned på de danske øer og oprettet egne handelspladser og landsbyer. Landsbyer på Lolland, som ender på -itse, som Tillitse, Binitse og Kuditse, på Falster Jerlitse og Korselitse samt Fribrødre Å (oprindeligt Pribrød, af vendisk pry = ved og brod = vadested) synes at have navne af vendisk oprindelse. Formentlig gælder det samme Kramnitse. Stednavnene Vindeby og Vindemark samt navne på Vindbyholt, Vindeballe, Vinde Helsinge, Vindelev (ved Vejle), Vindeltorp, Vindelholme på Ærø Tåsinge, Langeland Lolland-Falster samt Sydsjælland er navne, som menes givet af vendernes danske naboer.
Der kendes flere Vindeby-steder i de syddanske kystegne (henholdsvis på Tåsinge, Langeland, Lolland), og fra Lolland-Falster er optegnet stednavne, heraf mange marknavne, der viser slavisk-vendisk sprogbrug. Fordelingen af dette navnestof viser tillige, at de vendiske indvandrere har bosat sig side om side med danskerne – ikke i særlige kolonier. Ved Fribrødre Å er fundet spor af et vendisk snekkeværft.
Det mest brugte vendiske personnavn i Danmark er Preben, der kom med slægten Podebusk, som er en gren af en vendisk fyrsteslægt på Rügen. Prebens slaviske form er Pritbor. Fra 1395 kender vi Pritbiorn van Pudbuz (= Preben Podebusk).